# Barbie : Mariposa et le Royaume des fées
Série Barbie
Barbie : Rêve de danseuse étoile
(2013) Barbie et ses sœurs au club hippique
(2013)
Série Fairytopia
Barbie : Mariposa et ses amies les fées papillons
(2008)
Pour plus de détails, voir Fiche technique et Distribution.
Barbie : Mariposa et le Royaume des Fées (Barbie: Mariposa & the Fairy Princess) est le 25e long-métrage d'animation qui met en scène le personnage de Barbie, ainsi que le cinquième film de la série Fairytopia après Barbie : Fairytopia, Barbie : Mermaidia, Barbie : Magie de l'arc-en-ciel et Barbie : Mariposa. Le film est sorti en DVD le 3 septembre 2013 et a été réalisé par William Lau. 

## Synopsis
Mariposa, devenue un personnage important à Flottauvent, est choisie par la Reine Marabelle, sur la recommandation expresse du Prince Carlos, comme ambassadrice pour rétablir la paix avec les Fées de Crystal de la Vallée Miroitante. Les deux royaumes ne se sont plus rencontrés depuis bien longtemps à la suite d'une accusation non fondée des Fées de Crystal : des Fées Papillons auraient volé du Cristalite, la source de chaleur et de lumière de la Vallée Miroitante. Depuis, chaque contrée a inventé ses propres rumeurs sur l'autre et elles ont fini par se craindre infiniment les unes les autres. Mariposa va ainsi vivre une semaine au palais de la Vallée Miroitante, accompagnée de son "rondouillet" Zee, tenter de remplir sa mission diplomatique sans être trop maladroite et rencontrer la gentille Princesse Catania.

## Fiche technique
- Titre original : Barbie Mariposa & the Fairy Princess
- Titre français : Barbie : Mariposa et le Royaume des Fées
- Réalisation : William Lau
- Scénario : Elise Allen
- Direction artistique : Walter P. Martishius
- Musique : Douglas Pipes
- Production : Kylie Ellis et Shelley Dvi-Vardhana ; Kim Dent Wilder et Rob Hudnut (exécutifs)
- Sociétés de production : Barbie Entertainment, Rainmaker Entertainment
- Société de distribution : Universal Studios Home Entertainment
- Pays d'origine : États-Unis, Canada
- Langue d'origine : anglais
- Format : couleur - son stéréo
- Genre : Film d'animation
- Durée : 75 minutes
- Dates de sortie : 
  -  États-Unis : 27 août 2013
  -  France : 3 septembre 2013[2]

Sources : Générique du DVD, IMDb

## Distribution
| - Kelly Sheridan : Mariposa - Maryke Hendrikse : Princesse Catania - Russel Roberts : le Roi Regellius - Mariee Devereux : Talayla - Kathleen Barr : Gwyllion, Anu - Sam Vincent : Boris - Tabitha St. Germain : Willa, Zee - Alessandro Juliani : Prince Carlos - Jane Barr : la Reine Marabella - Alister Abell : Lord Gastrous | - Noémie Orphelin : Mariposa - Claire Tefnin : Princesse Catania - Benoît Van Dorslaer : le Roi Regellius - Laetitia Liénart : Talayla - Carine Seront : Gwyllion - Sébastien Hébrant : Boris - Mélanie Dambermont : Willa - Pierre Lognay : Prince Carlos - Delphine Moriau : la Reine Marabella - Robert Dubois : Lord Gastrous |

Source : Générique du DVD

## Chansons du film
- Only A Breath Away - Rachel Bearer
- Fly High - composée par Jeremy Peter Godfrey
- Be A Friend - Alana Hyland

## Autour du film
Créée en 1959, la Poupée Barbie est à l'origine de nombreux produits dérivés. Elle a également inspiré plusieurs films d’animation. Barbie : Mariposa et le Royaume des Fées est sorti la même année que Barbie : Rêve de danseuse étoile et Barbie et ses sœurs au club hippique.